# Рекувка
Рекувка (пол. Rekówka) — село в Польщі, у гміні Цепелюв Ліпського повіту Мазовецького воєводства.
Населення — 157 осіб (2011).
У 1975-1998 роках село належало до Радомського воєводства.

## Демографія
Демографічна структура станом на 31 березня 2011 року:
|          | Загалом | Допрацездатний вік | Працездатний вік | Постпрацездатний вік |
| -------- | ------- | ------------------ | ---------------- | -------------------- |
| Чоловіки | 88      | 18                 | 53               | 17                   |
| Жінки    | 69      | 12                 | 35               | 22                   |
| Разом    | 157     | 30                 | 88               | 39                   |